# Pseudorsidis griseomaculatus
Pseudorsidis griseomaculatus är en skalbaggsart som först beskrevs av Maurice Pic 1916.  Pseudorsidis griseomaculatus ingår i släktet Pseudorsidis och familjen långhorningar. Inga underarter finns listade i Catalogue of Life.